# Tettenweis

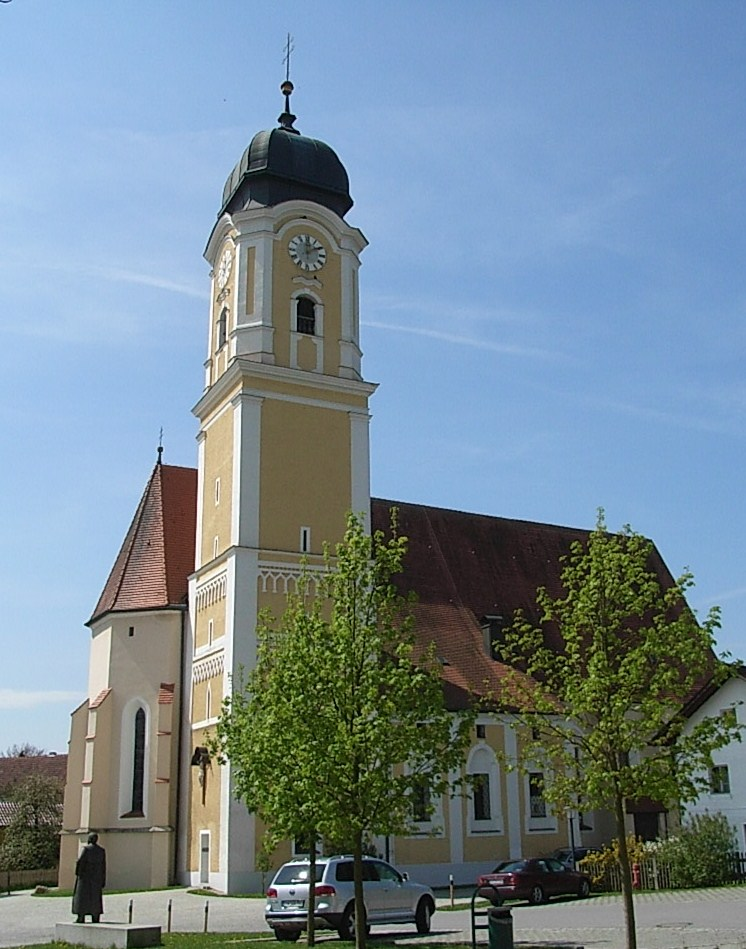
Die Pfarrkirche St. Martin

Tettenweis ist eine Gemeinde im niederbayerischen Landkreis Passau.

## Geographie

### Geographische Lage
Die Gemeinde liegt im unteren Tal der Rott sowie im niederbayerischen Bäderdreieck Bad Füssing – Bad Griesbach – Bad Birnbach. Tettenweis befindet sich unweit der B 388, der B 12 und der Bundesautobahn 3 (Ausfahrt Pocking) etwa 25 km südwestlich von Passau, 25 km südlich von Vilshofen an der Donau, 15 km westlich von Schärding und 30 km östlich von Pfarrkirchen.

### Gemeindegliederung
Es gibt 62 Gemeindeteile:
- Aumühle
- Baumbauer
- Berg
- Birndorf
- Breinreith
- Breitwies
- Bruckhaus
- Bunding
- Burgerding
- Droinend
- Eden
- Engleder
- Erbertsöd
- Frankenberg
- Freiung
- Geisberger
- Gerau
- Geroling
- Großhaarbach
- Grub
- Heftlehner
- Heinriching
- Holzhäuser
- Holzhäuser b.Ottenberg
- Indinger
- Kandling
- Kleinhaarbach
- Knoglham
- Kreiling
- Krennleiten
- Leopoldsberg
- Ludlmühle
- Maierhof
- Mitterhaarbach
- Mitterham
- Neuhofen
- Oberschwärzenbach
- Ottenberg
- Parnham
- Poigham
- Ranzing
- Rauscher
- Reith
- Riedhof
- Rodler
- Schwarz
- Spieleder
- Sprödhub
- Stadlreith
- Tadlhub
- Taubenhub
- Tettenham
- Tettenweis
- Thalau
- Tiefendobl
- Trümmerer
- Unterschwärzenbach
- Waitzau
- Weißenberg
- Wernreith
- Wiesen
- Wollstorf

Gemarkungen sind Tettenweis, Oberschwärzenbach und Poigham.

### Nachbargemeinden
- Rotthalmünster
- Bad Griesbach im Rottal
- Ruhstorf an der Rott
- Pocking

## Geschichte

### Überblick
Entstehung und Frühgeschichte von Tettenweis liegen vollkommen im Dunkeln. Erstmals wird der Ort Tettenweis im Jahre 1182 auf einer Urkunde als „tetinvis“ (= Flecken oder Dorf des Teto oder Tato) bezeichnet. Neue Siedlungen wurden damals nach dem Gründer benannt. In den Traditionen des Hochstifts Passau erscheint um 790 ein Tato, der als Gründer von Tettenweis in Frage kommen kann. Die Silbe „weis“ vom Ortsnamen Tettenweis kommt vom althochdeutschen „wihs“, das hieß „Dorf“. Durch die neuhochdeutsche Lautverschiebung wurde „wihs“ oder „wis“ zu „weis“. Das Neuhochdeutsche rechnet man etwa ab 1500 und tatsächlich wurde der Name Tettenweis um 1400 noch mit „i“ (Tetenwis) geschrieben.
Die Pfarrei Tettenweis gehörte seit dem 12. Jahrhundert zum St. Ägidien-Spital in der Passauer Innstadt. Das dortige „Innbruckamt“ verwaltete neben der Innbrücke und dem Leprosen-Hospital auch die dem St. Ägidien-Spital inkorporierten Pfarren, die vom jeweiligen „Bruckpfarrer“ zu vergeben waren. Zu diesen zählten neben St. Severin mit Schardenberg und Wernstein auch St. Weihflorian, Kellberg, Hauzenberg, Kopfing, Münzkirchen und Tettenweis.
Das Pfarrdorf Tettenweis war seit dem beginnenden 15. Jahrhundert eine geschlossene Hofmark mit einem Schlösschen, das von einem Weiher umgeben war. Es war herzogliches Lehen. Das alte Schloss wurde um 1870 abgebrochen und an dessen Stelle 1879 das Gasthaus Lindlbauer errichtet, das mittlerweile wiederum bereits durch einen Neubau ersetzt ist. Das neue Schloss wurde am Ortsrand von Tettenweis im Jahre 1797 von Graf Franz Xaver Peter von Joner auf Tettenweiss erbaut. Dieses Schloss wurde 1899 vom Kloster Frauenchiemsee erworben und noch im gleichen Jahr von Benediktiner-Ordensschwestern bezogen. Bereits kurze Zeit später erfolgte der Ausbau zur Benediktinerinnenabtei St. Gertrud, die bis in die Gegenwart besteht.
Die heutige Gemeinde Tettenweis ist eine typische Landgemeinde und wurde am 1. Juli 1970 aus den Gemeinden Tettenweis, Oberschwärzenbach und Poigham gebildet. 1978 wurde staatlicherseits die Zugehörigkeit zur ehemaligen Verwaltungsgemeinschaft Griesbach im Rottal erzwungen, seit dem 1. Januar 1990 ist Tettenweis wieder eine selbstständige Gemeinde.

### Einwohnerentwicklung
Im Zeitraum 1988 bis 2018 wuchs die Gemeinde von 1677 auf 1751 um 74 Einwohner bzw. um 4,4 %.

## Politik

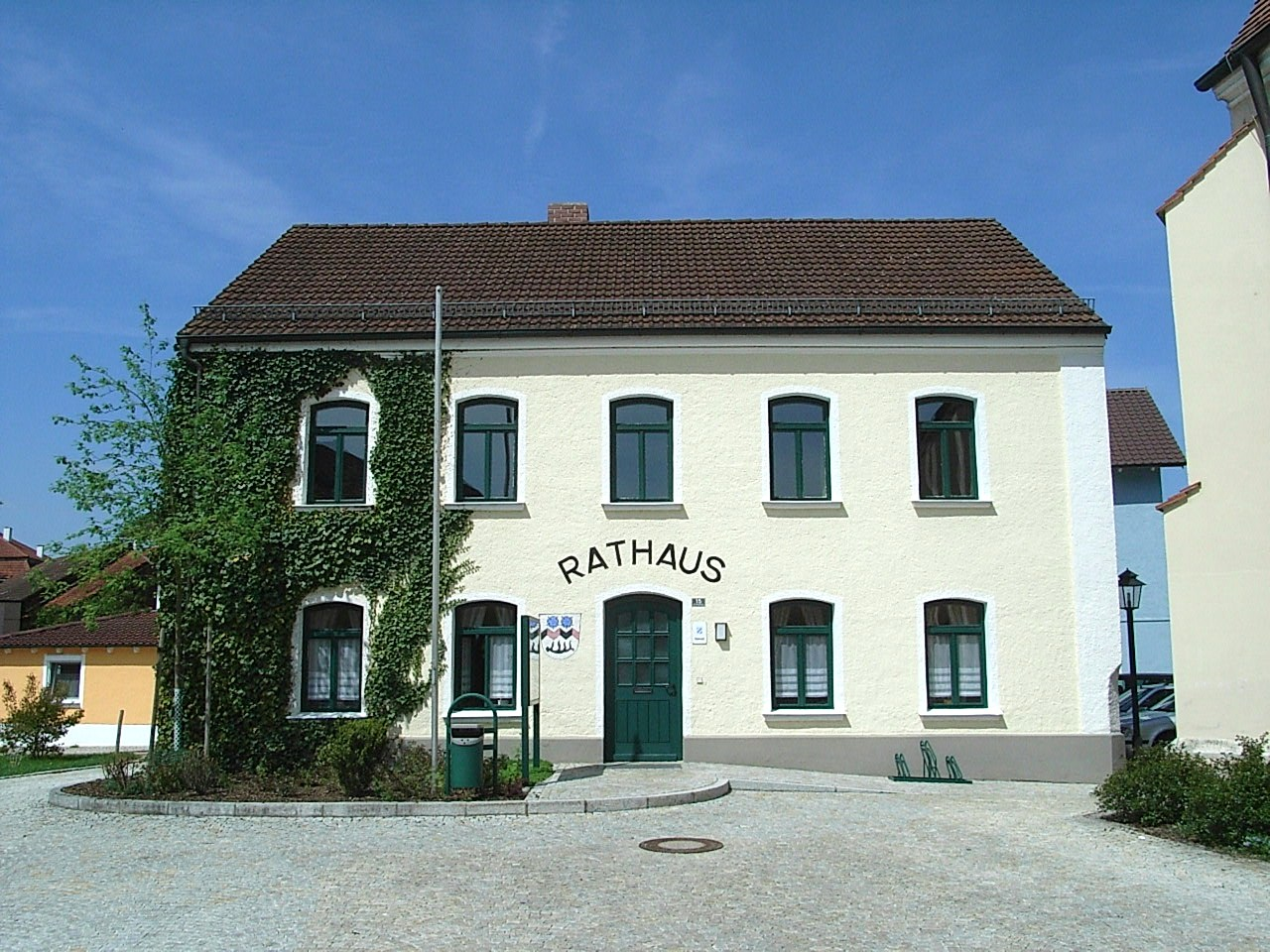
Das Rathaus von Tettenweis

- ET: 5
- FO: 4
- EP: 3

### Gemeinderat
Bei der Kommunalwahl vom 15. März 2020 haben von den 1.442 stimmberechtigten Einwohnern 933 von ihrem Wahlrecht Gebrauch gemacht, womit die Wahlbeteiligung bei 64,70 % lag.
Es erhielten die Gruppierungen Einigkeit Tettenweis (ET) 347, Fortschritt Oberschwärzenbach (FO) 330 und Einigkeit Poigham (EP) 245 gültige Stimmen.

### Bürgermeister
Erster Bürgermeister ist Robert Stiglmayr (Wählergemeinschaft Fortschritt Oberschwärzenbach), der 2014 mit 62,00 % der gültigen Stimmen gewählt wurde. Bei der Kommunalwahl vom 15. März 2020 wurde dieser mit 92,49 % der Stimmen wiedergewählt.

### Wappen
| | Blasonierung: „In Silber ein dreimal von Schwarz und Rot gespaltener Zickzackbalken, beseitet oben von zwei blauen heraldischen Rosen, unten von einer liegenden schwarzen Hirschstange.“ |
| Wappenbegründung: Das Gemeindewappen setzt sich aus den Wappen der verschiedenen Inhaber von Hofmark und Schloss Tettenweis zusammen: - Zickzackbalken: Aus dem Wappen der Familie Schachner (1574 bis 1649). - Rosen: Aus dem Wappen der Familie Adlzreiter (1651 bis 1680). - Hirschstange: Aus dem Wappen der Freiherrn von Joner (1732 bis 1872). Wappenführung seit 1982 | |

## Sehenswürdigkeiten
- Benediktinerinnenkloster St. Gertrud
- Pfarrkirche St. Martin nach Entwurf von Hansjakob Lill
- Geburtshaus des Malers Franz von Stuck

## Wirtschaft
Im Jahr 2017 gab es nach der amtlichen Statistik 320 sozialversicherungspflichtige Arbeitsplätze in der Gemeinde.

### Bildung
2018 gab es zwei Kindertagesstätten mit 95 Plätzen und 87 Besuchern.

## Persönlichkeiten
Die Gemeinde brachte eine Reihe namhafter Persönlichkeiten wie die beiden Künstler Franz von Stuck (1863–1928) und Ludwig Kirschner hervor. Der Heraldiker und Genealoge Alois Freiherr Weiß von Starkenfels (1847–1895) trat im Ort als Schloss- und Gutsbesitzer von Tettenweis und Kleeberg in Erscheinung.
Die Reichsgrafen von Joner auf Tettenweis waren jahrhundertelang in der Gemeinde ansässig und in der Gegend begütert. Auch kann die Gemeinde einen Bezug zum Heiligen des Rottals, nämlich zu Johann Birndorfer, dem späteren Bruder Konrad von Parzham aufweisen. Dieser trat am 16. Juli des Jahres 1843 in die Scapulierbruderschaft zu Toettenweis ein, einer Gebetsgemeinschaft, die besonders der Verehrung der seligsten Jungfrau Maria gewidmet war. Sie spielte im Leben des Hl. Bruders Konrad eine ganz zentrale Rolle.
- Ferdinand Frankenberger (1870–1956), in Unterschwärzenbach geborener Landwirt und Politiker
- Ludwig Köck alias Abu El Kismet (1878–1961), gefeierter Brückenbauer in Kairo[11]
- Benedikt Bachmeier (1887–1970) war ein deutscher Politiker des Bayerischen Bauernbundes.
- Arthur Auer (1932–2020), Politiker
- Eduard Kirschner (* 1953), Fußballspieler und -trainer